# Linyiornis
Linyiornis is een geslacht van uitgestorven vogels uit het Vroeg-Krijt van het huidige China, behorend tot de Enantiornithes. De enige benoemde soort is Linyiornis amoena.

## Vondst en naamgeving
Bij de stad Yaolugou in de prefectuur Jianchang in de provincie Liaoning werd door boeren een vogelfossiel opgedolven, in dezelfde groeve waar de pterosauriër Nemicolopterus is gevonden,  en verkocht aan de illegale fossielenhandel. Uiteindelijk kwam het in handen van het Shandong Tianyu Museum of Nature dat het in 2015 bij het Institute of Vertebrate Paleontology and Paleoanthropology verder liet prepareren door Li D.-H. Nog voor de preparatie voltooid was, werd besloten een aparte publicatie aan het dier te wijden gezien de interessante weke delen.
In 2016 werd de typesoort Linyiornis amoena benoemd en beschreven door Wang Yan, Wang Min, Jingmai Kathleen O'Connor, Wang Xiaoli, Zheng Xiaoting en Zhang Xiaomei. De geslachtsnaam verbindt een verwijzing naar de prefectuur Linyi, de officiële verblijfplaats van het fossiel, met een Oudgrieks ornis, 'vogel'. De soortaanduiding is het Latijn amoenus, 'lieflijk', een verwijzing naar de fraaie mate van preservering.
Het holotype STM11-80 is gevonden in een laag van de Jiufotangformatie die dateert uit het vroege Albien. Het bestaat uit een vrijwel volledig skelet met schedel op een plaat en tegenplaat. De compressie van het skelet is gering geweest, reden voor de beschrijvers om het driedimensionaal te noemen. Het is echter niet te bedoeling het helemaal uit de matrix los te maken. De botten van de ledematen bevinden zich voornamelijk op de tegenplaat. Het skelet ligt grotendeels in verband. Het bewaart geen veren maar wel weke delen in de buikholte, waaronder een reeks eiblaasjes. Dit wijst erop dat het om een wijfje gaat. Het betreft gezien de verbening van het skelet ook een volwassen dier.

## Beschrijving

### Grootte en onderscheidende kenmerken
Linyornis is voor een enantiornithe een vrij grote vogel. De omvang werd aangegeven als die van een duif. De vleugelspanwijdte moet een halve meter hebben bedragen.
De beschrijvers wisten een unieke combinatie van kenmerken aan te geven. De snuit is robuust waarbij de verticale hoogte van het hoofdlichaam van de praemaxilla gelijk is aan de horizontale lengte. Het opperarmbeen heeft een sterk ontwikkelde crista bicipitalis die krachtig voorwaarts uitsteekt ten opzichte van de schacht. De crista bicipitalis heeft op het voorste uiteinde een enorme put voor de aanhechting van spieren. De deltopectorale kam is breed. De schacht van het schouderblad is licht naar binnen gekromd met een stomp uiteinde. De kop van het dijbeen heeft geen kapselgroeve op de binnenzijde.

### Skelet

#### Schedel en onderkaken
De snuit is opvallend langgerekt: bij andere Enantiornithes uit het Vroeg-Krijt is de hoogte groter dan de lengte. De punt is echter opvallend robuust met een stevige welving naar achteren. Alleen bij Gobipteryx is de snuit zwaardergebouwd. De praemaxilla draagt minstens drie tanden, vermoedelijk vier. Deze zijn kegelvormig met een lange wortel. Hun kroon heeft een lichte insnoering aan de basis en een iets naar achteren gebogen spits. Er staan minstens twee tanden in het bovenkaaksbeen maar het totaal is onbekend. Het basioccipitale is niet met het bovenste achterhoofd vergroeid en er hangen lange dunne tubera basilaria van af. De processus paraoccipitales zijn stomp. Het achterhoofdsgat is zeshoekig.
De onderkaak is langgerekt en laag, zonder processus coronoides. Het is niet te zien of er tanden in staan.

#### Postcrania
Het precieze aantal halswervels is onduidelijk. Ze zijn gekield. Van voren zijn hun centrumfacetten zadelvormig, van achteren plat. Het aantal borstwervels werd geschat op acht tot tien, het aantal sacrale wervels op zeven. Deze laatste hebben korte zijuitsteeksels en missen een groeve op de onderkant. Het aantal 'vrije' staartwervels is laag met vier. De pygostyle heeft ver naar achteren uitstekende voorste zijuitsteeksels, die een sterk hol ondervlak scheppen.
Door de wijze waarop het fossiel gepreserveerd is, bezien we het in de borstregio schuin van onder en rechts, waarbij een groot aantal langwerpige elementen samenkomen, ten dele gecomprimeerd, verschoven, of om de as geroteerd: ribben, de opperarmbeenderen, de schouderbladen, de ravenbeksbeenderen, het vorkbeen en het borstbeen met zijn vele uitsteeksels. Dat maakt het uiterst lastig ze te identificeren zodat de gevonden unieke kenmerken hier wat onzeker zijn. De beschrijvers wijzen er op dat bij de gekozen identificatie aangenomen moet worden dat de linkerhelft anders platgedrukt is dan de rechterhelft want die wijken dan in vorm van elkaar af.
Bij het ravenbeksbeen is het stuk dat het schouderblad raakt veel verder naar boven uitstekend dan het gedeelte onder het schoudergewricht; dit is bij Enantiornithes uit het Onder-Krijt zelden zo goed zichtbaar. Tussen het gewricht en het uitsteeksel er onder bevindt zich geen scheidende groeve. De onderste verbreding van het rechterravenbeksbeen, aan de zijde van het borstbeen, heeft schijnbaar een opvallende uitholling op de bovenzijde, zoals zulke basale vogels anders nooit tonen. Bij het linkerravenbeksbeen is die echter niet te zien. De beschrijvers namen aan dat de werkelijke vorm er ergens tussenin lag en dat het ene element tijdens de fossilisering geplet was en het andere gebogen. Het schouderblad is wat naar het midden gebogen wat zeldzaam is aangezien enantiornithen meestal een recht blad hebben; maar het uiteinde is stomp zoals gebruikelijk, niet taps toelopend. De processus acromialis is robuust en overdwars breder dan hoog. Het uitsteeksel eindigt in een iets naar binnen gericht halvemaanvormig vlak waarop een tak van het vorkbeen rust. Binnenkant en buitenkant van het schouderblad zijn vlak, zonder lengtegroeve. Het vorkbeen heeft de gebruikelijke Y-vorm waarbij echter de takken iets naar binnen gebogen zijn. Ze maken een hoek van 50° met elkaar en hebben een stomp uiteinde. Het borstbeen heeft een parabolisch profiel van de voorrand. Het rechterzijuitsteeksel is sterk schuin naar buiten en achteren gericht, een typisch bohaiornithide kenmerk.
De bovenarm is ongeveer even lang als de onderarm zonder hand. De schacht van het opperarmbeen golft vrij sterk in vooraanzicht: de bovenkant kromt naar beneden, de onderkant naar boven. Het bovenvlak heeft geen ronde uitholling. De crista bicipitalis, een gebolde structuur die functioneert als hefboom voor een pees van de musculus scapulohumeralis posterior, is robuust en steekt sterk naar voren uit. In het voorvlak ervan, iets richting onderarm, zit een ronde put voor de aanhechting. De deltopectorale kam beslaat het bovenste derde deel van de schacht, er geleidelijk meer samenvloeiend, en is niet om de schacht gewrongen. De kam is net zo dik als de schacht. De ellepijp toont geen papillae ulnares, bulten voor de aanhechting van slagpennen. Het spaakbeen is recht.
Bij het darmbeen is het aanhangsel voor het schaambeen niet gevormd als een overdwars afgeplatte haak maar is een ronde uitgeholde cotyle. Het stompe aanhangsel voor het zitbeen steekt minder ver uit. Het schaambeen is staafvormig als bij Qiliania in plaats van afgeplat. Het is tweemaal zo lang als het zitbeen en kromt licht naar achteren en is dus niet recht zoals bij Qiliania. Het eindigt in een kleine 'voet'. Het zitbeen is recht met een taps uiteinde. Het profiel in zijaanzicht is onzeker. Het voetstuk voor het darmbeen vormt een smalle condyle met een buitenste verdikking die de achterste basis is van de antitrochanter van het heupgewricht. De achterrand heeft een uitsteeksel naar het achterblad van het darmbeen, een foramen vormend, waarbij het contact echter niet versmolten is. Daaronder bevindt zich een tweede haakvormig naar voren gekromd uitsteeksel. Een kam op de zijkant ontbreekt.
Het dijbeen heeft 82 procent van de lengte van het onderbeen zonder de voet. De kop van het dijbeen heeft geen groeve voor de aanhechting van het kapsel van het ligamentum capitis femoris. Die zouden Enantiornithes pas in het Laat-Krijt ontwikkelen. De beenstijl van de bovenste schacht rukt verder naar boven dan de kop en staat zijwaarts uit over het bovenste vijfde deel van de schacht. Scheenbeen en bovenste enkelbeenderen zijn vergroeid tot een tibiotarsus. De buitenste condyle van het bovenvlak van het scheenbeen is aan de buitenzijde uitgehold, net als bij Qiliania. Het kuitbeen, onderaan eindigend in een afgeplatte punt, heeft een derde van de lengte van het scheenbeen.
De middenvoetsbeenderen zijn met de onderste enkelbeenderen vergroeid tot een tarsometatarsus maar zijn zelf onderaan niet vergroeid. Ze zijn daarin typisch enantiornithide van bouw. Een bultje voor de aanhechting van de musculus tibialis cranialis ontbreekt echter. De voetklauwen zijn sterk gebogen met zijwaarts uitstekende richels naast de adertrog. De bulten voor de pezen van de buigende spieren zijn slecht ontwikkeld. Het eerste kootje van de eerste teen is robuust maar vrij kort. De eerste voetklauw is sterker gebogen, korter en hoger dan de overige. De vierde klauw is duidelijk kleiner dan de derde.

### Eiblaasjes
Onder de wervelkolom, bijna de hele buikholte bedekkend, zijn zeven grote ovale bruine verkleuringen zichtbaar. Deze zijn geïnterpreteerd als gecarboniseerde eiblaasjes. Zulke structuren waren al bekend van Jeholornis en een aantal nog niet benoemde specimina maar werden nog niet als zodanig onderkend. Ze zijn wel aangezien voor grote zaden. Bij moderne vogels liggen de eileiders op dezelfde positie. Zaden zouden wat hoger liggen, in de maag. Bij de andere specimina is alleen de linkereileider actief zoals gecontroleerd kan worden doordat de buikholte van boven zichtbaar is. Bij het holotype van Linyiornis echter is de buik schuin van voren te zien. Het is niet helemaal duidelijk hoe de eiblaasjes zo goed bewaard konden blijven. Ze hebben een afgerond profiel en zijn alle ongeveer even groot. Ze variëren in diameter van 5,6 tot 7,1 millimeter. Het gemiddelde is 6,4 millimeter, iets kleiner dan bij Jeholornis. De geringe variatie is vreemd daar de blaasjes in een proces van vitellogenese een doorlopende ontwikkelingsgang geacht worden te vertegenwoordigen waarin ze dus aanzienlijk groter zouden moeten worden. Dat werd verklaard door aan te nemen dat deze basale vogels een lagere stofwisseling zouden hebben. De eiblaasjes liggen in twee rijen. De rij het dichtst bij de ruggengraat telt drie follikels en de rij meer naar de buik toe vier. Het totaal is onzeker doordat ze elkaar iets overlappen. Bij Jeholornis zijn er wel twintig in één wijfje aangetroffen.

## Fylogenie
Linyornis is in de Enantiornithes geplaatst. Een cladistische analyse liet de soort uitvallen in een 'kam' of polytomie met veel andere soorten in de Bohaiornithidae.